# Фернандес, Габриэль
Габриэ́ль Дие́го Ферна́ндес (исп. Gabriel Diego Fernández; род. 23 октября 1976, Ломас-де-Самора, Аргентина) — аргентинский баскетболист, олимпийский чемпион 2004 года, вице-чемпион первенства мира 2002 года.

## Клубная карьера
Свою баскетбольную карьеру Фернандес начинал в небольшой аргентинской команде «Феррокариль Оэсте». Уже через год Габриэль был замечен скаутами одной из сильнейших команд аргентинского чемпионата «Бока Хуниорс». Отыграв в составе «Хуниорс» почти пять лет, Фернандес переходит в «Эстудиантес де Оллавария», с которым выигрывает чемпионат Аргентины по баскетболу. Следующий год Фернандес уже начинает в Европе во французском «Гавре». Отыграв сезон в составе середняка французского первенства Габриэль переходит в состав испанского гранда «Баскония». В первый же сезон аргентинский спортсмен стал чемпионом Испании. Но следующий сезон Фернандес начал уже в составе другой испанской команды «Вальядолид», в которой провел три следующих сезона. По окончании Олимпийских игр в Афинах Фернандес в статусе олимпийского чемпиона переходит в сильный итальянский клуб «Варезе». Первые два сезона Фернандес отыграл очень хорошо, являясь одним из ключевых игроков команды. Но третий сезон сложился для Габриэля не очень удачно, что привело к досрочному расторжению контракта с итальянской командой.
После такого расставания Фернандес принял решение вернуться в Аргентину, где и завершил карьеру.

## Национальная сборная
На крупных международных турнирах Фернандес впервые принял участие в 2002 году на чемпионате мира в американском Индианаполисе. Габриэль очень редко появлялся на площадке, проводя в среднем за матч всего 6,5 минут. Дебютное мировое первенство стало успешным для Габриэля Фернандеса и сборной Аргентины. Пройдя весь турнир без поражений аргентинцы лишь в овертайме финального матча уступили сборной Югославии и стали серебряными призёрами чемпионата.
В 2004 году Габриэль Фернандес был включен в заявку сборной Аргентины для участия в летних Олимпийских играх в Афинах. Но стать игроком основного состава Габриэлю не удалось. Все матчи турнира Фернандес начинал со скамейки запасных, являясь третьим центрфорвардом в команде после Фабрисио Оберто и Рубена Волковиски. В баскетбольном турнире сборная Аргентины выступила отлично, став олимпийскими чемпионами, обыграв в финале сборную Италию 84:69. В среднем за турнир Фернандес проводил на площадке 10,8 мин., набирая при этом 3,1 очка и выполняя 2 подбора в среднем за игру.
В 2006 году Фернандес вновь был включен в заявку сборной на чемпионат мира. Из 9 матчей турнира Габриэль появлялся на площадке только в 6, проводя на площадке в среднем чуть менее 10 минут и набирая по 2,5 очка за матч. Аргентинская сборная не сумела повторить свои достижения предыдущего мирового первенства и осталась вне пьедестала, заняв четвёртое место.

## Личная жизнь
Отец — Рубен Фернандес известный аргентинский баскетболист, выступавший на крупных международных турнирах в составе сборной Аргентины.